# B.C.
B.C. is een Amerikaanse, humoristische krantenstrip die zich afspeelt in de prehistorie, getekend en geschreven door Johnny Hart. De strip verscheen voor het eerst in 1958 en werd verdeeld door Field Newspaper Syndicate. Hart tekende de strip zelf tot zijn dood in 2007, al kreeg hij wel assistentie van verschillende scenaristen. Na zijn dood werd de strip verdergezet door zijn kleinzonen. In Nederland verscheen deze krantenstrip onder de naam Oerm.

## Onderwerp
De strip speelt zich af in de prehistorie: B.C. staat voor Before Christ (voor Christus). Het is ook de naam van de hoofdfiguur, die omringd wordt door enkele andere oermensen zoals Grog. Verder is er een heel dierenrijk, met bloemenminnende dinosaurussen, filosoferende vogels en brutale mieren.

## Stijl
De strip is getekend in een eenvoudige maar efficiënte stijl. De humor is absurd en de dialogen zijn afgemeten. Hart wilde zijn publiek niet enkel laten lachen, maar hield het ook een spiegel voor. B.C. is vaak een parodie op het hedendaagse leven.